# Baslieux-sous-Châtillon
Baslieux-sous-Châtillon település Franciaországban, Marne megyében. Lakosainak száma 175 fő (2022. január 1.). Baslieux-sous-Châtillon La Neuville-aux-Larris, Châtillon-sur-Marne, Cuchery, Cuisles, Jonquery és Cœur-de-la-Vallée községekkel határos.

## Népesség
A település népességének változása:
| Lakosok száma | 164  | 151  | 159  | 191  | 181  | 188  | 191  | 183  | 180  | 175  |
|               | 1968 | 1982 | 1990 | 2006 | 2013 | 2015 | 2017 | 2019 | 2020 | 2022 |